# Бланзак-ле-Мата
Бланза́к-ле-Мата́ (фр. Blanzac-lès-Matha) — коммуна во Франции, находится в регионе Пуату — Шаранта. Департамент коммуны — Шаранта Приморская. Входит в состав кантона Мата. Округ коммуны — Сен-Жан-д’Анжели.
Код INSEE коммуны — 17048.

## Население
Население коммуны на 2010 год составляло 334 человека.
| 1962 | 1968 | 1975 | 1982 | 1990 | 1999 | 2010 |
| ---- | ---- | ---- | ---- | ---- | ---- | ---- |
| 277  | 263  | 281  | 268  | 308  | 296  | 334  |

## Экономика
В 2010 году среди 195 человек трудоспособного возраста (15—64 лет) 136 были экономически активными, 59 — неактивными (показатель активности — 69,7 %, в 1999 году было 58,9 %). Из 136 активных жителей работали 123 человека (60 мужчин и 63 женщины), безработных было 13 (5 мужчин и 8 женщин). Среди 59 неактивных 11 человек были учениками или студентами, 35 — пенсионерами, 13 были неактивными по другим причинам.